# Dwangwa
Der Dwangwa ist ein Fluss in Malawi.

## Verlauf
Er hat eine Länge von etwa 150 Kilometer. Der Fluss entwässert das Gebiet des Kasungu-Nationalparkes im zentralen Hochland von Malawi. Er mündet nach dem Zuckerrohranbaugebiet Dwanga-Estate, einem ausgedehnten Schwemmland des Dwangwa, in den Malawisee.

## Fischerei
Die Flüsse Bua, Dwangwa, Lilongwe, Lufira, Nördlicher Rukuru, Songwe, Südlicher Rukuru haben zusammen laut Ernährungs- und Landwirtschaftsorganisation (FAO) ein Fischfangpotential von 15.000 Tonnen jährlich. Tatsächlich gefangen werden zwischen 4.000 und 17.000 Tonnen.